# Цічжіцзянь
Цічжіцзянь (д/н — бл. 133) — 2-й вождь племінного союзу південних сяньбі у 120—133 роках.

## Життєпис
Ймовірно син Улуня. Відомий власне під китайським аналогом імені — Цічжіцзянь, сяньбійське не визначено. 120 року став новим очільником племінного союзу. Підтвердив зверхність ханського імператора Лю Ху. Натомість визнаний правителем сяньбі, підпорядкований очільнику командирства Ляосі.
Втім у 121 році вступив у суперечку з китайськими чиновниками, внаслідок чого восени того ж року атакував командирство Юньчжун (між Великим китайським муром і горами Їньшань). Зумів прорватися у глиб провінції Ю, почавши плюндрувати князівство Ян і командирство Юян (сучасна територія від Пекіна до Тяньцзіня). Втім прибуття свіжих китайських сил на чолі із дуляо-гянгюнєм Ген Куєм при підтримці південних хунну під орудою веньюйду-ваном Хуцзювеєм завдали поразки Цічжіцзяню.
122 року вождь сяньбі знову вдерся в межі імперії, атакувавши міста Яньмень і Дінсян, сплюндрувавши навколишню місцину. 123 року на чолі 10 тис. вояків завдав поразки Ваньші-Шічжуді шаньюю південних хунну, а потім напав на командирство Чжочжоу. 124 року вдруге атакував південних хунну. 126 року сплюндрував значну частину командирства Даї (частина сучасних провінцій Шаньсі і Хебей). 127 року завдав поразки китайцям й південним хунну, захопивши частину півострова Ляодун, сплюндрувавши командирства Сюаньту і Ляодун, а також до сяньбі потрапило багато черед худоби й полонених. Протягом 128—129 років вдирався до командирства Юян та Ордосу.
Восени 131 року відправив війська до командирства Ухуань, де бої тривали з перемінним успіхом. 132 року укладає мирну угоду з імператором Лю Бао, що визнав Цічжіцзяня вождем усіх сяньбі та надав титул хоу. 133 року зазнав нападу з боку шаньюя Цюйтежоші Чжуцзю. За це отримав вибачення від імператорського двору, а також золоту печатку. Помер того ж року. Ймовірно після нього союз сяньбі розпався. Його зміг відновити у 156 році Тяньшихуай.